# نهر إيبيكوي
نهر إيبيكوي (البرتغالية، Rio Ibicuí ) هو نهر في ولاية ريو غراندي دو سول في جنوب البرازيل. وإيبيكوي هو 290 في الطول كم، وهو الرافد الرئيسي لنهر أوروغواي. يتشكل من التقاء نهر إيبيكوي -ميريم ونهر سانتا ماريا في مدينة كاسكي. وإيبيكوي يقسم مدن أوروغوايانا وإيتاكوي.
اسم النهر، Ibicuí ، يعني «أرض الرمال» بلغة توبي.

## روابط خارجية
- خريطة Hidrografic لولاية ريو غراندي دو سول
- جسر فوق نهر Ibicuí ، شيده الإنجليز عام 1888
- معلومات حول نهر Ibicuí